# Vila Boa do Mondego
Vila Boa do Mondego é uma povoação portuguesa do Município de Celorico da Beira que foi sede da extinta Freguesia de Vila Boa do Mondego, freguesia que tinha 11,45 km² de área e 107 habitantes (2011), e, por isso, uma densidade populacional de 9,3 hab/km².
A Freguesia de Vila Boa do Mondego foi extinta em 2013, no âmbito de uma reforma administrativa nacional, tendo sido agregada às freguesias de São Pedro e Santa Maria, para formar uma nova freguesia denominada União das Freguesias de Celorico (São Pedro e Santa Maria) e Vila Boa do Mondego com a sede em São Pedro.
Inicialmente chamada apenas Vila Boa, foi também conhecida pelo nome de Jejua.

## População
★ Pelo decreto nº 37.442, de 7 de junho de 1949, a freguesia de Jejua passou a denominar-se Vila Boa do Mondego

| Totais e grupos etários | Totais e grupos etários | Totais e grupos etários | Totais e grupos etários | Totais e grupos etários | Totais e grupos etários | Totais e grupos etários | Totais e grupos etários | Totais e grupos etários | Totais e grupos etários | Totais e grupos etários | Totais e grupos etários | Totais e grupos etários | Totais e grupos etários | Totais e grupos etários | Totais e grupos etários |
| ----------------------- | ----------------------- | ----------------------- | ----------------------- | ----------------------- | ----------------------- | ----------------------- | ----------------------- | ----------------------- | ----------------------- | ----------------------- | ----------------------- | ----------------------- | ----------------------- | ----------------------- | ----------------------- |
|                         | 1864                    | 1878                    | 1890                    | 1900                    | 1911                    | 1920                    | 1930                    | 1940                    | 1950                    | 1960                    | 1970                    | 1981                    | 1991                    | 2001                    | 2011                    |
|                         | 377                     | 409                     | 456                     | 419                     | 412                     | 385                     | 403                     | 405                     | 400                     | 381                     | 238                     | 189                     | 158                     | 150                     | 107                     |
| i)                      |                         |                         |                         |                         |                         |                         |                         |                         |                         |                         |                         |                         |                         | 4                       | 11                      |
| ii)                     |                         |                         |                         |                         |                         |                         |                         |                         |                         |                         |                         |                         |                         | 14                      | 5                       |
| iii)                    |                         |                         |                         |                         |                         |                         |                         |                         |                         |                         |                         |                         |                         | 65                      | 47                      |
| iv)                     |                         |                         |                         |                         |                         |                         |                         |                         |                         |                         |                         |                         |                         | 67                      | 44                      |

```
i)
 0 aos 14 anos;
 ii)
 15 aos 24 anos; 
iii)
 25 aos 64 anos; 
iv)
 65 e mais anos	
```